# 尼氏隱帶麗魚
尼氏隱帶麗魚，又稱忍氏短鯛，為輻鰭魚綱鱸形目隆頭魚亞目慈鯛科的其中一種。

## 分布
本魚僅分布南美洲祕魯亞馬遜河流域的Ucayali River的支流。

## 特徵
本魚體色為淺黃色，側腹部淺藍色。根據魚的情緒和狀況的不同，魚體會出現一些黑色的直條紋。從眼睛開始有一到斜黑條紋穿過鳃蓋。背鰭呈藍色，帶有紅黃邊緣。尾鰭圓形，邊緣為鮮紅色。雌魚體色不如雄魚鮮艷。體長可達5公分。

## 生態
本魚棲息在深色的河水中，屬雜食性。繁殖時，雌魚將卵產在岩石上端，由親魚負責照顧至卵孵化，並且具有地域觀念。

## 經濟利用
屬於小型的觀賞魚，性情溫和。